# 灘村 (岡山県)
灘村（なだむら）は、岡山県児島郡にあった村。現在の岡山市南区の一部にあたる。

## 地理
倉敷川の右岸から宮川上流域かけて位置していた。
- 海洋：児島湾

## 歴史
- 1889年（明治22年）6月1日、町村制の施行により、児島郡片岡村、宗津村、迫川村、奥迫川村が合併して村制施行し、灘村が発足[1][2]。旧村名を継承した片岡、宗津、迫川、奥迫の4大字を編成[1]。
- 1906年（明治39年）4月1日、児島郡彦崎村（一部）と合併し灘崎村を新設して廃止された[1][2]。合併後、灘崎村大字片岡・宗津・迫川・奥迫となる[1]。

## 産業
- 農業、漁業、織物[3]